# José Mariano Gago
José Mariano Rebelo Pires Gago GCC • ComSE • GCSE (Lisboa, 16 de maio de 1948 — Lisboa, 17 de abril de 2015) foi um professor universitário, cientista e político português.

## Biografia

### A formação académica
José Mariano Gago foi aluno do Liceu Camões entre os anos letivos de 1958-1959 e 1964-1965, tendo concluído o curso dos liceus com a classificação final de 17 valores (Distinto).
Ingressou no Instituto Superior Técnico da Universidade Técnica de Lisboa no ano letivo de 1965-1966, onde se licenciou em Engenharia Eletrotécnica em 1971.
Foi bolseiro do Instituto de Alta Cultura, no Laboratório de Física Nuclear e de Altas Energias da École Polytechnique, de 1971 a 1976.
Obteve o grau de Docteur d'État ès Sciences, no domínio da Física, pela Université Paris VI Pierre et Marie Curie em 1976, com a tese «Production de @ de @ et de résonances @ dans les interactions K--proton à 14,3 GeV/C».
Foi bolseiro da Organização Europeia para a Pesquisa Nuclear entre 1976 a 1978.
Obteve o título de agregado em Física, em 1979, no Instituto Superior Técnico.

### O dirigente estudantil
José Mariano Gago iniciou a sua atividade no Movimento Estudantil Português por altura da grande mobilização estudantil associada às cheias que atingiram a zona de Lisboa em 1967.
No ano letivo de 1969-1970 foi presidente da Associação dos Estudantes do Instituto Superior Técnico. A sua experiência é relatada em várias entrevistas onde se destaca a concedida a Luísa Tiago de Oliveira.

### O Presidente da Junta Nacional de Investigação Científica e Tecnológica
Em maio de 1986 foi nomeado presidente da Junta Nacional de Investigação Científica e Tecnológica, funções que desempenhou até maio de 1989.
Em 1987, promove a realização das Jornadas Nacionais de Investigação Científica e Tecnologia, na sequência das quais lançou o Programa Mobilizador de Ciência e Tecnologia, que visava a implementação de um conjunto de projetos dinamizadores de C&T, a nível nacional. O programa visava o fomento de projectos de investigação científica e tecnológica, tendo sido abertos concursos em 1987 (PMCT/87) e em 1990 (PMCT/90). O programa articulava-se com outros programas de financiamento, nomeadamente os Programas CIÊNCIA e Formação de Recursos Humanos em Ciência e Tecnologia.
Em 1988, é publicada a Lei n.º 91/88, de 13 de agosto, que define a investigação científica e o desenvolvimento tecnológico como prioridades nacionais envolvendo a participação ativa dos setores público, privado e cooperativo.

### O docente universitário e investigador
Ainda antes da conclusão do curso foi monitor do Instituto Superior Técnico.
Em 1979 foi contratado como professor catedrático do Departamento de Física do Instituto Superior Técnico.
José Mariano Gago desenvolveu a sua actividade profissional de investigador no domínio da física experimental das partículas elementares em Paris, na Escola Politécnica, em Genebra, na Organização Europeia de Pesquisa Nuclear (CERN), e em Lisboa, no Laboratório de Física Experimental de Partículas (LIP), que criou e de que foi Presidente.

### O Instituto da Prospetiva
Dinamizou a criação do Instituto de Prospectiva no âmbito do qual coordenou a realização de vários estudos de prospectiva à escala europeia e promoveu, desde 1991, os Encontros Anuais de Prospectiva no Convento da Arrábida.

### O Ministro da Ciência e da Tecnologia
Em 1995 Mariano Gago é nomeado Ministro da Ciência e da Tecnologia do XIII Governo Constitucional, cargo que mantém até 2002, já no XIV Governo Constitucional.
Foi o primeiro titular de um cargo ministerial vocacionado exclusivamente para a área da ciência e da tecnologia.
Enquanto Ministro da Ciência e da Tecnologia, assumiu a responsabilidade de coordenação das áreas da política científica e tecnológica e da política para a sociedade da informação.
Neste âmbito dinamizou iniciativas para a promoção da cultura científica e tecnológica em Portugal (Ciência Viva) e na União Europeia.
Coordenou e dinamizou igualmente a Estratégia para Sociedade da Informação, que incluiu iniciativas como a da ligação de todas as escolas à Internet, a criação de Espaços Internet, o Programa Cidades e Regiões Digitais e a Rede Ciência, Tecnologia e Sociedade (RCTS)].

### O Ministro da Ciência, Tecnologia e Ensino Superior
Em 2005 foi nomeado ministro da Ciência, Tecnologia e Ensino Superior do XVII Governo Constitucional de José Sócrates, cargo pelo qual foi renomeado para o XVIII Governo Constitucional.
Como Ministro da Ciência, Tecnologia e Ensino Superior foi responsável por uma ampla reforma do sistema de ensino superior em Portugal, que incluiu:
- O regime dos graus e diplomas do ensino superior[16];
- O regime de acesso ao ensino superior para maiores de 23 anos[17];
- O regime jurídico das instituições de ensino superior[18];
- O regime jurídico de reconhecimento de graus estrangeiros de ensino superior[19];
- O regime jurídico da avaliação da qualidade do ensino superior[20] e a criação da Agência de Avaliação e Acreditação do Ensino Superior[21];
- A revisão do Estatuto da Carreira Docente Universitária (ECDU)[22];
- A revisão do Estatuto da Carreira do Pessoal Docente do Ensino Superior Politécnico (ECPDESP)[23];
- A revisão do regime jurídico da atribuição do título de agregado[24];
- A criação e regulação do título de especialista[25];
- A revisão do regime de reingresso, mudança de curso e transferência[26].

Promoveu ainda a revisão do regime jurídico dos cursos de especialização tecnológica, potenciando a sua expansão no quadro das instituições de ensino superior politécnico.

### A morte
José Mariano Gago faleceu, em Lisboa, em 17 de abril de 2015, de doença súbita.
Como reconhecimento público da comunidade científica nacional pela contribuição de Mariano Gago para a ciência em Portugal, os centros de investigação e faculdades pararam as suas atividades normais durante cinco minutos no dia 20 de abril, às 12h00, realizando uma concentração em frente das respetivas instituições.
No mesmo sentido, foi criada uma página em que foram reunidos testemunhos, documentos e fotografias documentando o seu legado de pensador e humanista.

## Algumas homenagens
Em 2015, foi dado o seu nome a um conjunto de prémios de educação e comunicação de ciência, os Prémios Ecsite Mariano Gago. 
Em Novembro de 2016 a Câmara Municipal de Lisboa atribuiu o seu nome ao antigo Largo Diogo Cão, no Parque das Nações.

## Condecorações
- Comendador da Antiga, Nobilíssima e Esclarecida Ordem Militar de Sant'Iago da Espada, do Mérito Científico, Literário e Artístico de Portugal (10 de junho de 1992)[32]
- Grã-Cruz da Ordem de Rio Branco do Brasil (21 de maio de 1999)[33]
- Excelentíssimo Senhor Grã-Cruz da Real Ordem de Isabel a Católica de Espanha (19 de setembro de 2007) [33]
- Grã-Cruz com Estrela da Ordem do Mérito da República Federal da Alemanha (26 de maio de 2009) [33]
- Grã-Cruz da Ordem Militar de Nosso Senhor Jesus Cristo de Portugal (9 de junho de 2015, a título póstumo)[32][34]
- Grã-Cruz da Antiga, Nobilíssima e Esclarecida Ordem Militar de Sant'Iago da Espada, do Mérito Científico, Literário e Artístico de Portugal (16 de maio de 2018, a título póstumo)[32]

## Algumas obras

### Como autor
- Homens e ofícios: manual de fichas de exploração temática para animação cultural sobre tecnologia e sociedades. Genéve : Grupo Português da Université Ouvriére, 1978.
- Objetivos, situações e práticas de educação de adultos em Portugal : 1979 : Levantamento de experiências e propostas de ação. Lisboa : Ministério da Educação e Cultura, Direção-Geral da Educação de Adultos, 1980[35]
- «O exercício prático da cultura científica» in 1.º encontro de história da educação em Portugal : Comunicações. Lisboa : Fundação Calouste Gulbenkian, Serviço de Educação, 1988, pp. 11-44.
- Manifesto para a ciência em Portugal: ensaio. Lisboa, Gradiva, 1990. ISBN 972-662-186-0[36]
- «Física das partículas em Portugal», in O estado das ciências em Portugal. Comissariado para a Europália 91. Lisboa : D. Quixote, 1992, pp. 179-185. ISBN 972-20-1014-X
- «Elogio da superioridade: uma ideia feroz da universidade» in Colóquio Educação e Sociedade, Lisboa : Fundação Calouste Gulbenkian 1993, n.º 3, pp. 67-77. ISSN 0872-282X
- Documento de orientação sobre o ensino superior em Portugal. Lisboa : Conselho Nacional de Educação, 1993.

### Como coordenador
- Ciência em Portugal. Lisboa : Comissariado para a Europália 91 : Imprensa Nacional - Casa da Moeda, 1991. ISBN 972-27-0439-7
- O estado das ciências em Portugal. Comissariado para a Europália 91. Lisboa : D. Quixote, 1992. ISBN 972-20-1014-X
- Prospectiva do ensino superior em Portugal. Lisboa : Ministério da Educação : Departamento de Programa e Gestão Financeira, 1994. ISBN 972-614-262-8[37]
- O Futuro da Cultura Científica. Lisboa : Instituto de Prospectiva, 1994. ISBN 972-8269-00-5
- The future of science technology in Europe : setting the Lisbon agenda on track. Lisboa : Ministério da Ciência, Tecnologia e Ensino Superior, 2007. ISBN 978-989-95654-0-1

### Como prefaciador
- CARVALHO, Rómulo de. Física no dia-a-dia. Lisboa : Relógio d'Água, 1995.
- MASSADA, Jorge. Vale a pena ser cientista?. Porto : Campo das Letras, 2002. ISBN 972-610-588-9